# 十三要點
十三要點（じゅうさんようてん）は、中国武術の伝統拳である太極拳としての楊式太極拳の楊澄甫（永年楊氏三世）の作で、「楊澄甫 十三要點」とも呼ばれ、楊式太極拳の功夫の身法、理法のポイントを十三種にまとめた（漢字だからといって文字をそのまま読んではいけない。すべて楊式太極拳の理法から出た用語であるので、理法で言うところの意味を理解していないで読み流すと誤解する）。また、伝統拳である楊式太極拳の功夫を初級から中級、上級へと進む視点の変化が重要。後に、楊澄甫の弟子の陳微明などが、整理して「楊澄甫 十訣」または「太極拳術十要」とした。
十三要點　　　楊澄甫　
1. 沈肩墜肘   (ちんけんついちゅう)
2. 含胸抜背   (がんきょうばっぱい)
3. 氣沈丹田   (きちんたんでん)
4. 虚靈頂勁   (きょれいちょうけい)
5. 鬆腰胯   (しょうようこ)
6. 分虚實   (ぶんきょじつ)
7. 上下相隨   (じょうげそうずい)
8. 用意不用力   (よういふようりょく)
9. 内外相合   (ないがいそうごう)
10. 意氣相連   (いきそうれん)
11. 動中求靜   (どうちゅうきゅうせい)
12. 動靜合一   (どうせいごういつ)
13. 式式均匀   (しきしききんゆん)